# OO Волка
OO Волка (лат. OO Lupi), HD 129735 — тройная звезда в созвездии Волка на расстоянии приблизительно 549 световых лет (около 168 парсеков) от Солнца.
Пара первого и второго компонентов — двойная затменная переменная звезда типа Алголя (EA). Видимая звёздная величина звезды — от +8,75m до +8,66m. Орбитальный период — около 7,0611 суток.

## Характеристики
Первый компонент — жёлто-белая звезда спектрального класса F3-F5V, или F3V, или F2. Масса — около 1,596 солнечной, радиус — около 2,289 солнечных, светимость — около 25,782 солнечных. Эффективная температура — около 6582 K.
Третий компонент — красный карлик спектрального класса M. Масса — около 193,85 юпитерианских (0,185 солнечной). Удалён на 1,749 а.е..